# Korfbal 1994-1995
Korfbalseizoen 1994-1995 is een korfbalseizoen van het KNKV. In dit seizoen is de opzet van de veldcompetitie hetzelfde als het jaar ervoor, met de 2 competitiefases. Dit zou wel de laatste keer van deze opzet zijn, want vanaf 1995-1996 werd weer teruggegaan naar een systeem van 2 Hoofdklasses.

## Veldcompetitie KNKV
In seizoen 1994-1995 was de hoogste Nederlandse veldkorfbalcompetitie in de KNKV de Hoofdklasse; 4 poules met elk 4 teams. Elke poule speelt in de eerste competitiehelft 6 wedstrijden en hierna worden nieuwe poules gemaakt voor de tweede competitiehelft. In de tweede competitiehelft zijn er 2 kampioenspoules en 2 degradatiepoules.

### Eerste competitie Fase
In deze fase zijn er 4 Hoofdklasse poules. Elk team speelt 6 wedstrijden en de nummers 1 en 2 van elke poule schuift door naar de kampioenspoules in de Tweede competitie Fase. De nummers 3 en 4 van elke poule schuiven door naar de degradatiepoules. Helaas zijn niet alle gegevens van deze poule meer beschikbaar, zoals het aantal goals.
Hoofdklasse Veld Poule A
| pos | club  | gs | w | g | v | pnt | dv | dt | dt |
| --- | ----- | -- | - | - | - | --- | -- | -- | -- |
| 1.  | DKOD  | 6  | 4 | 0 | 2 | 8   | ?  | ?  | +? |
| 2.  | PKC   | 6  | 3 | 1 | 2 | 7   | ?  | ?  | +? |
| 3.  | Dalto | 6  | 3 | 0 | 3 | 6   | ?  | ?  | +? |
| 4.  | NKC   | 6  | 1 | 1 | 4 | 3   | ?  | ?  | +? |

Hoofdklasse Veld Poule B
| pos | club      | gs | w | g | v | pnt | dv | dt | dt |
| --- | --------- | -- | - | - | - | --- | -- | -- | -- |
| 1.  | DOS'46    | 6  | 5 | 0 | 1 | 10  | ?  | ?  | +? |
| 2.  | Blauw-Wit | 6  | 4 | 1 | 1 | 9   | ?  | ?  | +? |
| 3.  | Nic.      | 6  | 2 | 1 | 3 | 5   | ?  | ?  | +? |
| 4.  | BEP       | 6  | 0 | 0 | 6 | 0   | ?  | ?  | +? |

Hoofdklasse Veld Poule C
| pos | club              | gs | w | g | v | pnt | dv | dt | dt |
| --- | ----------------- | -- | - | - | - | --- | -- | -- | -- |
| 1.  | KVS               | 6  | 4 | 0 | 2 | 8   | ?  | ?  | +? |
| 2.  | ROHDA             | 6  | 3 | 1 | 2 | 7   | ?  | ?  | +? |
| 3.  | AKC               | 6  | 3 | 0 | 3 | 6   | ?  | ?  | +? |
| 4.  | HKV/Ons Eibernest | 6  | 1 | 1 | 4 | 3   | ?  | ?  | +? |

Hoofdklasse Veld Poule D
| pos | club        | gs | w | g | v | pnt | dv | dt | dt |
| --- | ----------- | -- | - | - | - | --- | -- | -- | -- |
| 1.  | Deetos      | 6  | 5 | 0 | 1 | 10  | ?  | ?  | +? |
| 2.  | Oost-Arnhem | 6  | 5 | 0 | 1 | 10  | ?  | ?  | +? |
| 3.  | Fortuna     | 6  | 2 | 0 | 4 | 4   | ?  | ?  | +? |
| 4.  | Nääs        | 6  | 0 | 0 | 6 | 0   | ?  | ?  | +? |

### Tweede competitie Fase
In deze competitiefase zijn er 4 nieuwe poules ingedeeld op basis van de resultaten van de eerste competitie fase.
Er zijn nu 2 kampioenspoules, elk met 4 teams. Van de 2 kampioenspoules gaan de bovenste 2 teams door naar de kruisfinale en finale.
Ook zijn er 2 degradatiepoules, elk met 4 teams. Van de 2 degradatiepoules degraderen de onderste 2 teams.
Kampioenspoule Veld Poule A
| pos | club        | gs | w | g | v | pnt | dv  | dt  | dt |
| --- | ----------- | -- | - | - | - | --- | --- | --- | -- |
| 1.  | KVS         | 6  | 3 | 1 | 2 | 7   | 95  | 93  | +2 |
| 2.  | Oost-Arnhem | 6  | 3 | 1 | 2 | 7   | 99  | 102 | -3 |
| 3.  | Blauw-Wit   | 6  | 3 | 0 | 3 | 6   | 111 | 107 | +4 |
| 4.  | DKOD        | 6  | 2 | 0 | 4 | 4   | 97  | 100 | -3 |

Kampioenspoule Veld Poule B
| pos | club   | gs | w | g | v | pnt | dv | dt  | dt  |
| --- | ------ | -- | - | - | - | --- | -- | --- | --- |
| 1.  | Deetos | 6  | 5 | 0 | 1 | 10  | 88 | 80  | +8  |
| 2.  | PKC    | 6  | 4 | 0 | 2 | 8   | 98 | 80  | +18 |
| 3.  | ROHDA  | 6  | 2 | 0 | 4 | 4   | 83 | 91  | -8  |
| 4.  | DOS'46 | 6  | 1 | 0 | 5 | 2   | 96 | 114 | -18 |

Degradatiepoule Veld Poule C
| pos | club              | gs | w | g | v | pnt | dv | dt | dt  |
| --- | ----------------- | -- | - | - | - | --- | -- | -- | --- |
| 1.  | HKV/Ons Eibernest | 6  | 5 | 0 | 1 | 10  | 94 | 76 | +18 |
| 2.  | Fortuna           | 6  | 4 | 0 | 2 | 8   | 93 | 78 | +15 |
| 3.  | BEP               | 6  | 2 | 0 | 4 | 4   | 65 | 91 | -26 |
| 4.  | Dalto             | 6  | 1 | 0 | 5 | 2   | 92 | 99 | -7  |

Degradatiepoule Veld Poule D
| pos | club | gs | w | g | v | pnt | dv  | dt  | dt  |
| --- | ---- | -- | - | - | - | --- | --- | --- | --- |
| 1.  | Nic. | 6  | 5 | 0 | 1 | 10  | 124 | 89  | +35 |
| 2.  | AKC  | 6  | 4 | 1 | 1 | 9   | 117 | 101 | +16 |
| 3.  | Nääs | 6  | 2 | 0 | 4 | 4   | 91  | 117 | -26 |
| 4.  | NKC  | 6  | 0 | 1 | 5 | 1   | 76  | 101 | -25 |

### Play-off en Finale
|  | halve finale | halve finale | halve finale | halve finale |  |             | finale | finale | finale | finale |
|  |              |              |              |              |  |             |        |        |        |        |
|  |              |              |              |              |  |             |        |        |        |        |
|  | KVS          | 13           | 15           |              |  |             |        |        |        |        |
|  | PKC          | 15           | 17           |              |  |             |        |        |        |        |
|  |              |              |              |              |  | PKC         | 23     |        |        |        |
|  |              |              |              |              |  | Oost-Arnhem | 21     |        |        |        |
|  | Deetos       | 10           | 16           |              |  |             |        |        |        |        |
|  | Oost-Arnhem  | 19           | 18           |              |  |             |        |        |        |        |

| Veldkampioen van Nederland 1995 |
| ------------------------------- |
| PKC                             |

## Zaalcompetitie KNKV
In seizoen 1994-1995 was de hoogste Nederlandse zaalkorfbalcompetitie in de KNKV de Hoofdklasse; 2 poules met elk 8 teams. Het kampioenschap is voor de winnaar van de kampioenswedstrijd, waarin de kampioen van de Hoofdklasse A tegen de kampioen van de Hoofdklasse B speelt.
 Hoofdklasse A
| pos | club          | gs | w | g | v  | pnt | dv  | dt  | dt  |
| --- | ------------- | -- | - | - | -- | --- | --- | --- | --- |
| 1.  | Oost-Arnhem   | 14 | 9 | 2 | 3  | 20  | 275 | 234 | +41 |
| 2.  | PKC           | 14 | 8 | 0 | 6  | 16  | 257 | 241 | +16 |
| 3.  | ROHDA         | 14 | 8 | 0 | 6  | 16  | 247 | 237 | +10 |
| 4.  | AKC           | 14 | 7 | 2 | 5  | 16  | 248 | 239 | +9  |
| 5.  | Blauw-Wit (A) | 14 | 7 | 2 | 5  | 16  | 252 | 249 | +3  |
| 6.  | Die Haghe     | 14 | 6 | 1 | 7  | 13  | 245 | 261 | -16 |
| 7.  | Dalto         | 14 | 5 | 1 | 8  | 11  | 244 | 266 | -22 |
| 8.  | Blauw-Wit (H) | 14 | 2 | 0 | 12 | 4   | 238 | 279 | -41 |

Hoofdklasse B
| pos | club              | gs | w  | g | v  | pnt | dv  | dt  | dt  |
| --- | ----------------- | -- | -- | - | -- | --- | --- | --- | --- |
| 1.  | Deetos            | 14 | 11 | 2 | 1  | 24  | 294 | 233 | +61 |
| 2.  | DKOD              | 14 | 10 | 2 | 2  | 22  | 259 | 206 | +53 |
| 3.  | DOS'46            | 14 | 8  | 2 | 4  | 18  | 327 | 306 | +21 |
| 4.  | Fortuna           | 14 | 7  | 0 | 7  | 14  | 241 | 239 | +2  |
| 5.  | Nic.              | 14 | 6  | 1 | 7  | 13  | 249 | 262 | -13 |
| 6.  | Groen Geel        | 14 | 4  | 0 | 10 | 8   | 254 | 284 | -30 |
| 7.  | HKV/Ons Eibernest | 14 | 3  | 1 | 10 | 7   | 231 | 266 | -35 |
| 8.  | DEVD              | 14 | 2  | 2 | 10 | 6   | 227 | 286 | -59 |

### Topscoorders van de zaalcompetitie
| Naam               | Club        | Goals |
| ------------------ | ----------- | ----- |
| Frank van het Kaar | Oost-Arnhem | 85    |
| Petra Bes          | Groen Geel  | 74    |

De finale werd gespeeld op zaterdag 25 maart 1995 in sportpaleis Ahoy, Rotterdam
| Hoofdklasse Finale |             |    |
|                    |             |    |
| A1                 | Oost-Arnhem | 13 |
| B1                 | Deetos      | 15 |

| Zaalkampioen van Nederland 1995 |
| ------------------------------- |
| Deetos                          |

## Prijzen
| Award                        | Winnaar         | Club         |
| ---------------------------- | --------------- | ------------ |
| Beste Speler                 | Dennis Voshart  | DKOD         |
| Beste Speelster              | Mirelle Fortuin | Deetos       |
| Coach van het Jaar           | Erik Wolsink    | Oost-Arnhem  |
| Beste Debutant van het Jaar  | Ludo Tissingh   | DOS'46       |
| Beste Debutante van het Jaar | Mady Tims       | KV Die Haghe |